# Cretembolemus orapensis
Cretembolemus orapensis (лат.) — ископаемый вид ос рода †Cretembolemus из семейства Embolemidae. Меловой период (туронский век, Orapa Kimberlitic deposits, около 99 млн лет). Ботсвана (Южная Африка).

## Название
Cretembolemus — от лат. creteus «меловой» и Embolemus. Orapensis — по месту находки.

## Описание
Длина крылатой самки около 3 мм. Голова округлая, глаза крупные, овальные. Переднеспинка длинная узкая, сверху выпуклая.
Вид был впервые описан по отпечаткам самки в 2014 году итальянским гименоптерологом Массимо Олми (Massimo Olmi; Tropical Entomology Research Center, Viterbo, Италия), российским палеоэнтомологом А. П. Расницыным (ПИН РАН, Москва), южноафриканским энтомологом Денисом Бразерсом (ЮАР) и Adalgisa Guglielmino (Department of Agriculture, Forests, Nature and Energy, University of Tuscia, Viterbo, Италия). Видовое название C. orapensis дано по месту нахождения (Орапа), а родовое Cretembolemus происходит от двух слов: Cret- (=Cretaceous, меловой период) и Embolemus (типовой род семейства).
Cretembolemus orapensis это первый ископаемый представитель семейства Embolemidae в Южном полушарии. От двух современных родов (Embolemus и Ampulicomorpha) отличается более крупными глазами и особенностями прикрепления усиков к голове и макроптерными самками. От двух вымерших родов (Embolemopsis Olmi etal., 2010 и Baissobius Rasnitsyn, 1975) отличается особенностями жилкования крыльев и проподеума. Ранее было известно два ископаемых вида рода Ampulicomorpha: эоценовый Ampulicomorpha succinalis Brues, 1933 (балтийский янтарь; 34—37 млн лет) (ровенский янтарь; 34—37 млн лет) и нижнемеловой Ampulicomorpha perialla (Ortega-Blanco etal., 2011) (=Embolemus periallus) (Penacerrada amber, Испания; альбский ярус; около 110 млн лет). Ранее из бирманского янтаря было описано 3 вида из близкого семейства Dryinidae: Anteon olmii Engel, 2003, Hybristodryinus resinicolus Engel, 2005 и Ponomarenkoa ellenbergeri  Olmi, Xu & He in Xu et al., 2013.